# Gäddvik, Luleå kommun
Gäddvik är en jordbruksby på ömse sidor om Luleälven strax väster om Bergnäset i Nederluleå socken i Luleå kommun.  De båda delarna benämns Södra Gäddvik respektive Norra Gäddvik. En del av Södra Gäddvik klassas som en småort under namnet Gäddvik. Här finns 53 av byns totalt 114 invånare (2010). Småorten Norra Gäddvik har 61 invånare (2010).

## Historia
Sedan medeltiden går landsvägen längs Norrlandskusten genom Gäddvik. 1941 invigdes en bro, nuvarande Gamla Gäddviksbron. 1978 flyttades den genomgående trafiken på E4 över till Nya Gäddviksbron.

### Befolkningsutveckling
| Befolkningsutvecklingen i Gäddvik 1960–2015                               | Befolkningsutvecklingen i Gäddvik 1960–2015 | Befolkningsutvecklingen i Gäddvik 1960–2015 | Befolkningsutvecklingen i Gäddvik 1960–2015 | Befolkningsutvecklingen i Gäddvik 1960–2015 |
| ------------------------------------------------------------------------- | ------------------------------------------- | ------------------------------------------- | ------------------------------------------- | ------------------------------------------- |
|                                                                           |                                             |                                             |                                             |                                             |
| År                                                                        |                                             |                                             | Folkmängd                                   | Areal (ha)                                  |
| 1960                                                                      | 1960                                        |                                             | 203                                         |                                             |
| 1990                                                                      | 1990                                        |                                             | 62                                          | 26#                                         |
| 2005                                                                      | 2005                                        |                                             | 53                                          | 20#                                         |
| 2010                                                                      | 2010                                        |                                             | 53                                          | 20#                                         |
| 2015                                                                      | 2015                                        |                                             | 65                                          | 41#                                         |
| Anm.: Upphörde som tätort 1965. Småort 1990 samt från 2005. # Som småort. |                                             |                                             |                                             |                                             |

| Befolkningsutvecklingen i Norra Gäddvik 1990–2015  | Befolkningsutvecklingen i Norra Gäddvik 1990–2015 | Befolkningsutvecklingen i Norra Gäddvik 1990–2015 | Befolkningsutvecklingen i Norra Gäddvik 1990–2015 | Befolkningsutvecklingen i Norra Gäddvik 1990–2015 |
| -------------------------------------------------- | ------------------------------------------------- | ------------------------------------------------- | ------------------------------------------------- | ------------------------------------------------- |
|                                                    |                                                   |                                                   |                                                   |                                                   |
| År                                                 |                                                   |                                                   | Folkmängd                                         | Areal (ha)                                        |
| 1990                                               | 1990                                              |                                                   | 62                                                | 26#                                               |
| 2005                                               | 2005                                              |                                                   | 62                                                | 22#                                               |
| 2010                                               | 2010                                              |                                                   | 61                                                | 22#                                               |
| 2015                                               | 2015                                              |                                                   | 95                                                | 72#                                               |
| Anm.: Var inte småort 1995 och 2000. # Som småort. |                                                   |                                                   |                                                   |                                                   |

## Samhället
I Gäddvik ligger EFS-gården Sundet med campingmöjligheter sommartid.